# Сулейман Ньямбуї
Сулейман Ньямбуї  (англ. Suleiman Nyambui, 13 лютого 1953) — танзанійський легкоатлет, олімпійський медаліст.

## Виступи на Олімпіадах
| Олімпіада   | Дисципліна         | Місце |
| ----------- | ------------------ | ----- |
| Москва 1980 | біг на 5000 метрів | 2     |